# 制動手

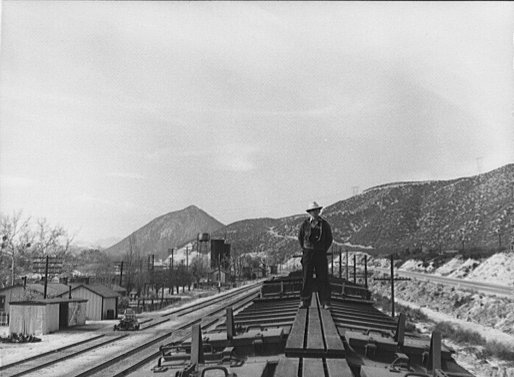
有蓋貨車の屋根に設けられたランボード上に立つアッチソン・トピカ・アンド・サンタフェ鉄道の制動手。カホン峠 (Cajon Pass) を下ってきた後、カリフォルニア州カホンでブレーキの連続使用により過熱した車輪を冷却するために停車しているところ、1943年3月

制動手（せいどうしゅ）は、列車に乗車してブレーキを取り扱う仕事をする鉄道員である。

## 歴史
真空ブレーキ発明以前の初期の鉄道車両においては貫通ブレーキが備えられておらず、運転操作を行う機関士が列車の全ての車両に対するブレーキ指令を行うことができなかった。制動手は編成中の各車両に乗務して、機関士からの合図に応じて担当車両のブレーキを取り扱うのが主な仕事であった。
アメリカでは、制動手は列車の走行中に車両の屋根上に設けられた歩み板（ランボード）上を歩くか走るかして巡回し、各車両のブレーキハンドルを回してブレーキを掛けて回る役割であった。また、自動連結器も実用化されていなかった当時、車両間の連結がきちんと行われていることを確認し、入換に際して機関士に合図し、転轍機を切り替えるのも彼らにゆだねられた仕事であった。

彼らの仕事は列車の保安上重要なものであり、夜間の作業中に凍結した貨車の屋根上から足を滑らせて転落死する、といった事故も少なからず発生していたにもかかわらず、ジョージ・ウェスティングハウスによる自動空気ブレーキの発明まで労働環境の改善がなされることはなく、また機関士や車掌といった他の乗務員に比して極めて低い賃金水準に留められていた。

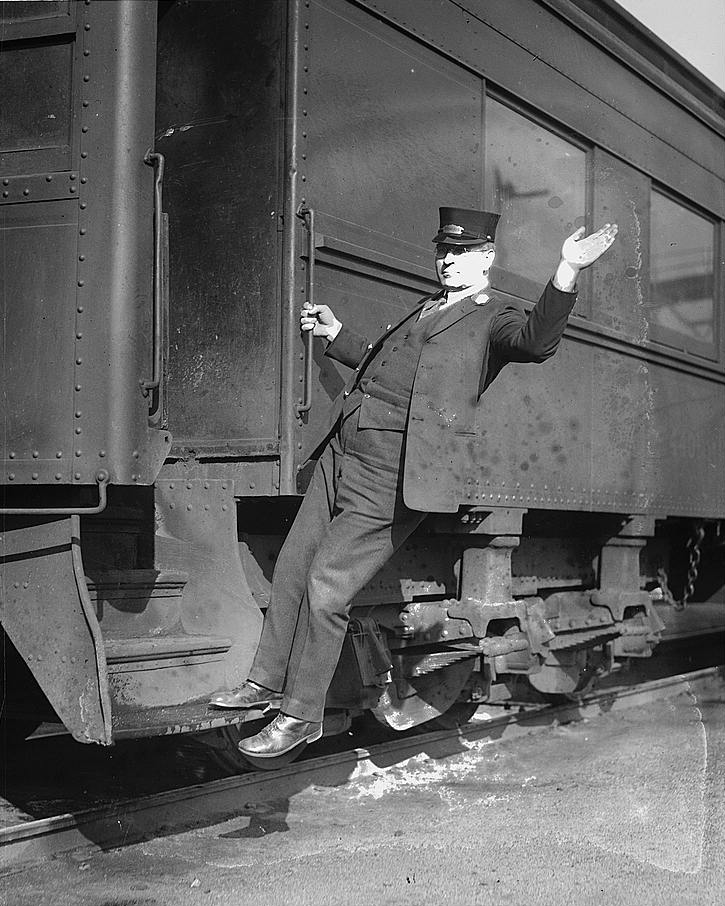
1918年から1920年頃、アメリカ合衆国の旅客列車の制動手

ドイツでは、制動手は各車両に備え付けられている制動手室 (Brakeman's cabin) に勤務して、機関士から合図されたときにその車両のブレーキを掛ける仕事をしていた。とても危険で不快な仕事であり、特に冬には暖房のない制動手室で凍死してしまうことも珍しいことではなかった。

### 日本での歴史
日本では、鉄道後進国であったがゆえに、鉄道開業後早期に近代的な貫通ブレーキシステムが導入されたこともあって、それらが導入された後の幹線鉄道では制動手を特に乗務させず、必要に応じて車掌が車掌室に設けられたブレーキ弁を操作するに留められた。ただし、空気ブレーキが使えない操車場の入れ換えについてはこの限りではなく、惰性で走る貨車を構内作業掛が貨車に乗り込みブレーキをかける作業が操車場が廃止された昭和59年まで実施されていたほか、逸走を防ぐため停車している貨車にブレーキをかける作業は現在も行われている（後述）。
そのほか、森林鉄道においては幹線に当たる1級線でさえ安全性の高い貫通ブレーキの導入が第二次世界大戦後まで遅れていたため、制動手を必要とした。多くの森林鉄道においては、特に下山時に2台1組の運材台車各組、あるいは1台の運材台車単体に材木を積載し、それらにまたがるようにしてそれぞれ制動手を乗車させて編成を組まずに単独で重力に従って下り勾配を走行、必要に応じて彼らが手でブレーキ作用てこを操作して台車を減速あるいは停止させる、「乗り下げ」と呼ばれる運行形態が多くの路線で長く採用され続けた。また、そうでない路線においても材木を積んだ運材台車を連ねた編成の要所に制動手を乗務させ、機関車からの合図にあわせて運材台車のブレーキを操作する、という伝統的な運行形態が自動空気ブレーキの導入まで長く続いた。特に、所轄営林署による森林鉄道の路線廃止後も設備が残され、屋久杉土埋木の輸送などに用いられた安房森林軌道では、21世紀に入っても制動手による「乗り下げ」での運行が継続されており、これは日本の鉄道において制動手が本来の役目を果たす最後の事例となっている。
鉄道の技術が進歩するにつれて、制動手の仕事は減り、新しい技術に合わせて変化してきて、初期の鉄道に比べてその仕事は安全なものとなっていった。各車両で取り扱われていたブレーキは自動真空ブレーキや自動空気ブレーキに置き換えられて、動いている列車の屋根の上を歩き回ってブレーキを掛けて回る必要がなくなった。連結・開放のたびに一々ピンを落とし込んだり引き抜いたりする必要のあるピンアンドリンク式の中央緩衝器式連結器は、連結時に確実かつ自動的にロックされる機構を備えた自動連結器に置き換えられ、手信号は現代では無線通信に置き換えられている。

## 現代における制動手

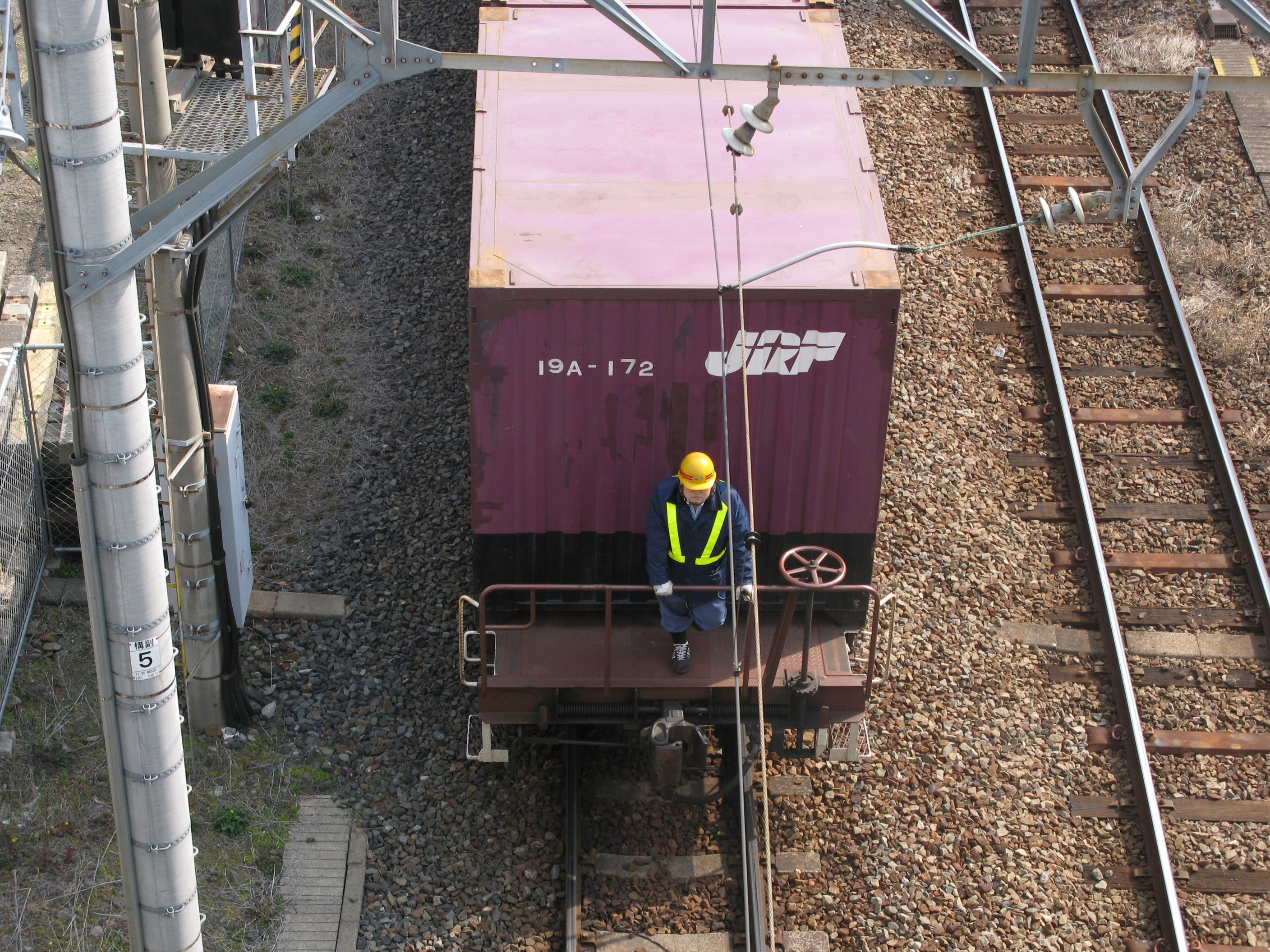
コンテナ車の車端に待機する制動手 （田端操駅）

機関士・車掌・制動手からなる貨物列車や操車場における鉄道員の場合、制動手は手で切り替える方式の分岐器を切り替えて、車両の切り離しと連結などの入換作業の手助けをする。
旅客列車では、制動手は運賃を徴収し、ドアを開閉し、車内放送を行うなどの車掌の手助けを行う。1-2年の経験後に車掌に任命されることが多い。最後尾の車両に乗務している制動手は、全てのドアが安全に閉じられると車掌に合図を送り、それから自分が乗車して自分のところにあるドアを閉める。

## 保存鉄道
保存鉄道や、横方向の車輪で案内するようになっているローラーコースターでは、路線中の特定の場所、特にカーブなどで減速させるために制動手を乗せている。制動手は列車を減速させ、1乗車が終了すると駅で停車させる仕事をしている。この形で残されている鉄道はとても少なく、オーストラリアのメルボルンにあるルナ・パーク (Luna Park) の保存鉄道や、イギリスのグレート・ヤーマス・プレジャー・ビーチ (Great Yarmouth Pleasure Beach) のローラーコースターなどが主な例である。

## 登場作品
- 北国の帝王 - 1973年のアメリカ映画。1930年代の貨物列車をテーマとした作品で主要人物の中に制動手が登場し、その労働環境の苛酷さと地位の低さが描写されている。